# Marit Sand
Marit Sand (1940 circa) è un'ex sciatrice alpina norvegese.

## Biografia
Sciatrice polivalente, Marit Sand partecipò a varie edizioni del trofeo Holmenkollen-Kandahar dal 1958 al 1961 e vinse la medaglia di bronzo nello slalom speciale ai Campionati norvegesi 1962 (Ørsta, 23-25 marzo); non prese parte a rassegne olimpiche o iridate.

## Palmarès

### Campionati norvegesi
- 1 medaglia[senza fonte]:
  - 1 bronzo (slalom speciale nel 1962)